# Добрик, Дэвид
Дэвид Джулиан Добрик (англ. David Julian Dobrik; род. 23 июля 1996) — известный YouTube блогер и юморист. Прославился благодаря социальной сети Vine, после чего перешел на платформу YouTube. Основной формат — влоги. Основал свое сообщество, состоящее из знаменитых блогеров, которые постоянно фигурируют в его влогах. Имеет аудиторию свыше 18 млн подписчиков по состоянию на февраль 2021.

## Биография
Дэвид Добрик родился 23 июля 1996 года в городе Кошице в Словакии. Всего в семье Добрик было четверо детей. Когда Дэвид достиг 6-летнего возраста, его семья переехала в США, в Вернон-Хиллс штата Иллинойс. Добрик учился в Старшей школе Вернон-Хиллс и будучи там увлекся теннисом. Добрик участвовал в государственном турнире по теннису для мальчиков в 2014 году. В том же году Добрик начал свою карьеру блогера и после окончания средней школы переехал в Лос-Анджелес, где вплотную занялся блогерской деятельностью.
Дэвид не является гражданином США, но защищен от депортации в соответствии с программой Deferred Action for Childhood Arrivals (DACA).
С конца 2015 года Дэвид Добрик был в отношениях с не менее известной личностью на YouTube — Лайзой Коши. В июне 2018 Добрик заявил о разрыве их отношений. В мае 2019 года Дэвид официально женился на Лоррейн Нэш, которая старше него на 52 года и является матерью одного из членов его блогерской команды — Джейсона Нэша. Этот брак не был рассчитан на что-либо серьёзное, в частности, на получение гражданства Добриком. Через месяц Дэвид Добрик заявил о решении расторгнуть брак, а в ноябре 2019 года Добрик объявил в Instagram, что официально подписал документы о разводе и расторг брак с Нэш.

## Карьера
Свою блогерскую карьеру Дэвид Добрик начал с известного приложения Vine, в котором публикуются шестисекундные видео. Он стал активным вайнером и стал сотрудничать с известными уже на тот момент Лайзой Коши, Габби Ханной, Джейсоном Нэшем и др. В 2015 году, добившись успеха на этой платформе, Добрик запустил свой собственный YouTube-канал. Добрик выбрал основным форматом для канала влоги — видеоблоги о жизни. Он основал команду под название «Vlog Squad», состав которой постоянно менялся, но почти всегда это были уже известные в интернете блогеры. Туда же входили многие его коллеги из Vine. Канал вырос очень быстро, исходя из нетипичного формата «Vlog Squad», которым они бросали вызов. Контент был рассчитан на шокирующие реакции. Во влогах Добрика часто ведутся споры на деньги, розыгрыши, игры, внутренние шутки, а также реальные знаменитости, к примеру, как Кайли Дженнер.
В августе 2016 года Добрик создал свой второй канал на YouTube, в котором публиковал неудачные кадры и спонсорские видео. В сентябре 2018 года Добрик создал свой третий канал на YouTube, на который публиковал подкасты.
Добрик получил три серебряные кнопки от YouTube за деятельность на обоих канал и просмотры подкастов, две золотые кнопки за оба канала, а в 2018 году он получил бриллиантовую кнопку за основной канал, когда число его подписчиков превысило 10 000 000.
По сути, Дэвид Добрик создал первый блогерский ситком. Влоги имеют свою последовательность, музыкальные переходы, различных персонажей, а смех Добрика за кадром выступает в качестве смеховой дорожки для зрителей.
Добрик также был назван одной из «10 самых шумных медиа-личностей» в 2018 году по версии журнала Paper Magazine. В июле 2019 года Добрик был упомянут в журнале W наряду с Джиджи Хадид, Джо Джонасом и другими знаменитостями за тенденции в Instagram. Добрик выступал в качестве судьи на музыкальном конкурсе от Nickelodeon под названием «Самая музыкальная семья Америки» вместе с Сиарой и Дебби Гибсон. В августе 2019 Добрик был представлен журналом Variety в ежегодном списке «Сила молодого Голливуда» наряду с Билли Айлиш, Томом Холландом, Blackpink и др. В том же году он стал ведущим премии Teen Choice Awards с Люси Хейл, на которой он получил награду самой популярной веб-знаменитости из мужчин. В октябре 2019 года Добрик был назван «влиятельным человеком № 1» и самой отслеживаемой личностью в социальных сетях по данным опроса Piper Jaffray & Co наряду с Кайли Дженнер, Дональдом Трампом, Леброном Джеймсом и т. д. В ноябре 2019 года журнал People назвал Добрика «самым сексуальным сердцеедом» 2019 года, и в том же месяце Добрик был приглашен в качестве одного из ведущих на American Music Awards 2019. Также Добрик участвовал в качестве члена жюри в первом эпизоде девятого сезона шоу Chopped Junior. В декабре 2019 года Добрик занял пятое место по посещаемости в YouTube, набрав 2,4 млрд просмотров. Также Дэвид Добрик запустил свое собственное мобильное приложение David’s Disposable для создания ретро-фотографий.

## Фильмография
| Год  |   | Русское название | Оригинальное название   | Роль         |
| ---- | - | ---------------- | ----------------------- | ------------ |
| 2015 | ф | Допрос           | An Interrogation        | Дэвид Бейкер |
| 2016 | ф | FML              | FML                     | Тейлор Макей |
| 2018 | ф | Режим полета     | Airplane Mode           | Дэвид Добрик |
| 2019 | ф | Angry Birds 2    | The Angry Birds Movie 2 | Аксель       |